# Faudrait rallumer la lumière dans ce foutu compartiment
 (janvier 2024).
Si vous disposez d'ouvrages ou d'articles de référence ou si vous connaissez des sites web de qualité traitant du thème abordé ici, merci de compléter l'article en donnant les références utiles à sa vérifiabilité et en les liant à la section « Notes et références ».
Albums de Mama Béa
La Folle
(1976) Pour un bébé robot...
(1978)
Faudrait rallumer la lumière dans ce foutu compartiment  est le troisième album de Mama Béa, paru en 1977.

## Titres
Textes et musiques de Béatrice Tekielski.
| 1. | La Clef             | 3:49 |
| 2. | La Fenêtre          | 3:29 |
| 3. | Le Fils du Roi      | 2:31 |
| 4. | La Vie              | 4:22 |
| 5. | Quarante-Huit Kilos | 3:30 |

| 6. | Les Mots  | 4:22  |
| 7. | Poussière | 14:27 |

## Musiciens
- Béatrice Tekielski : chant, guitare électrique
- Jean Garcia : guitare
- Dominique Simon : basse
- Michel Delaporte : percussions

## Production
- Réalisation : Béatrice Tekielski, Yan More
- Prise de son : Christian Gence
- Visuel pochette : Christian Orsini